# Robert Sisk
Robert F. Sisk (20 de març de 1903 - Los Angeles, 25 de febrer de 1964) va ser un productor de cinema estatunidenc.
Les fonts difereixen pel que fa al seu lloc de naixement, algunes indiquen Maryland i altres especifiquen el poble no incorporat de Pokeshaw a la província canadenca de Nova Brunswick. Després de treballar com a reporter per The Baltimore Sun i Variety, va començar a treballar com a director de publicitat, primer per al Theater Guild i després per a RKO Pictures. A finals de la dècada de 1930 es va convertir en productor i va fer diverses pel·lícules amb John Farrow a RKO, inclosa Five Came Back (1939). Més tard va treballar a la MGM i va produir per a la televisió.
La seva dona va morir el 1957. Van tenir una filla. Sisk va morir a Los Angeles quatre setmanes abans del seu 61è aniversari.

## Filmografia seleccionada
- Little Women (1933)
- The Three Musketeers (1935)
- Annie Oakley (1935)
- The Plough and the Stars (1936)
- The Outcasts of Poker Flat (1937)
- Annapolis Salute (1937)
- Night Spot (1938)
- Dones condemnades (Condemned Women) (1938)
- El transatlàntic del Pacífic (Pacific Liner) (1939)
- The Saint Strikes Back (1939)
- Confessió completa (Full Confession) (1939)
- Five Came Back (1939)
- La noia de Mèxic (The Girl from Mexico) (1939)
- A Bill of Divorcement (1940)
- Tom, Dick i Harry (Tom, Dick and Harry) (1941)
- The Forest Rangers (1942)
- Love Laughs at Andy Hardy (1946)
- El coratge de Lassie (Courage of Lassie) (1946)
- Master of Lassie (1948)
- The Sun Comes Up (1949)
- Challenge to Lassie (1949)
- Tension (1949)